# Тилазит
Тилазит — мінерал, дорогоцінний камінь, арсенат з формулою CaMg(AsO4)F. Він віддає перевагу моноклінній формі кристала і має твердість за Моосом 5. Названий у 1895 році Ялмаром Шегреном на честь Даніеля Тіласа, який колись був директором копалень у Швеції та губернатором регіону Вестманланд. Вперше тилазит був виявлений у Лонгбані, Вермланд.
У 1972 році Бладгом та ін. охарактеризовані зразки, знайдені поблизу Бісбі, штат Аризона.
У 1994 році Берманек відкрив центросиметричний тилазит поблизу Нежилово, Північна Македонія.